# Bahnstrecke Mikulášovice–Panský–Rumburk
| Kursbuchstrecke (SŽ): | 084                  |                                                  |                                                  |
| Streckenlänge: | 18,096 km            |                                                  |                                                  |
| Spurweite: | 1435 mm (Normalspur) |                                                  |                                                  |
| Maximale Neigung: | 27,0 ‰               |                                                  |                                                  |
| Streckengeschwindigkeit: | 50 km/h              |                                                  |                                                  |
| |                      |                                                  |                                                  |
| \| \| \| von Sebnitz (Sachs) (vorm. BNB) \| \| \| \| 0,108 \| Mikulášovice dolní n. früher Niedernixdorf \| Mikulášovice dolní n. früher Niedernixdorf \| \| \| \| nach Šluknov-Rumburk (vorm. BNB) \| \| \| \| 2,997 \| Mikulášovice střed früher Nixdorf Mitte \| Mikulášovice střed früher Nixdorf Mitte \| \| \| 5,659 \| Mikulášovice horní n. früher Obernixdorf \| Mikulášovice horní n. früher Obernixdorf \| \| \| 9,491 \| Brtníky früher Zeidler \| Brtníky früher Zeidler \| \| \| 11,319 \| Panský früher Herrnwalde \| Panský früher Herrnwalde \| \| \| \| nach Krásná Lípa (vorm. Nordböhm. Industriebahn) \| \| \| \| 13,528 \| Staré Křečany früher Alt Ehrenberg \| Staré Křečany früher Alt Ehrenberg \| \| \| 15,807 \| Dolní Křečany früher Nieder Ehrenberg \| Dolní Křečany früher Nieder Ehrenberg \| \| \| \| von Bakov nad Jizerou \| \| \| \| \| von Sebnitz (Sachs) (vorm. BNB) \| \| \| \| 18,204 \| Rumburk früher Rumburg \| Rumburk früher Rumburg \| \| \| \| nach Ebersbach (Sachs) (vorm. BNB) \| \| \| \| \| \| \| \| Quellen: [1][2] \| \| \| \| |                      |                                                  |                                                  |
| Strecke |                      | von Sebnitz (Sachs) (vorm. BNB)                  | von Sebnitz (Sachs) (vorm. BNB)                  |
| Bahnhof | 0,108                | Mikulášovice dolní n. früher Niedernixdorf       | Mikulášovice dolní n. früher Niedernixdorf       |
| Abzweig geradeaus und nach links |                      | nach Šluknov-Rumburk (vorm. BNB)                 | nach Šluknov-Rumburk (vorm. BNB)                 |
| Haltepunkt / Haltestelle | 2,997                | Mikulášovice střed früher Nixdorf Mitte          | Mikulášovice střed früher Nixdorf Mitte          |
| Haltepunkt / Haltestelle | 5,659                | Mikulášovice horní n. früher Obernixdorf         | Mikulášovice horní n. früher Obernixdorf         |
| Haltepunkt / Haltestelle | 9,491                | Brtníky früher Zeidler                           | Brtníky früher Zeidler                           |
| Bahnhof | 11,319               | Panský früher Herrnwalde                         | Panský früher Herrnwalde                         |
| Abzweig geradeaus und nach rechts |                      | nach Krásná Lípa (vorm. Nordböhm. Industriebahn) | nach Krásná Lípa (vorm. Nordböhm. Industriebahn) |
| Haltepunkt / Haltestelle | 13,528               | Staré Křečany früher Alt Ehrenberg               | Staré Křečany früher Alt Ehrenberg               |
| Haltepunkt / Haltestelle | 15,807               | Dolní Křečany früher Nieder Ehrenberg            | Dolní Křečany früher Nieder Ehrenberg            |
| Abzweig geradeaus und von rechts |                      | von Bakov nad Jizerou                            | von Bakov nad Jizerou                            |
| Abzweig geradeaus und von links |                      | von Sebnitz (Sachs) (vorm. BNB)                  | von Sebnitz (Sachs) (vorm. BNB)                  |
| Bahnhof | 18,204               | Rumburk früher Rumburg                           | Rumburk früher Rumburg                           |
| Strecke |                      | nach Ebersbach (Sachs) (vorm. BNB)               | nach Ebersbach (Sachs) (vorm. BNB)               |
| |                      |                                                  |                                                  |
| Quellen: |                      |                                                  |                                                  |

Die Bahnstrecke Mikulášovice–Panský–Rumburk ist eine regionale Eisenbahnverbindung in Tschechien, die ursprünglich von der Nordböhmischen Industriebahn als staatlich garantierte Lokalbahn erbaut und betrieben wurde. Sie zweigt in Mikulášovice (Nixdorf) von der Bahnstrecke Rumburk–Sebnitz ab und führt im Böhmischen Niederland  über Panský (Herrnwalde) nach Rumburk (Rumburg), wo sie in die Bahnstrecke Bakov nad Jizerou–Ebersbach einmündet.
Nach einem Erlass der tschechischen Regierung ist die Strecke seit dem 20. Dezember 1995 als regionale Bahn („regionální dráha“) klassifiziert.

## Geschichte
Nachdem 1884 die Böhmische Nordbahn die Bahnstrecke von Rumburg über Schluckenau nach Nixdorf eröffnet hatte, forderten auch die südlich dieser Strecke gelegenen Orte ihren Bahnanschluss. Im Jahre 1894 gründete sich unter Führung des Industriellen Kindermann das Konsortium Nordböhmische Industriebahn, welche die Bahn zwischen  Nixdorf, Zeidler, Herrnwalde und Rumburg mit einem Abzweig nach Schönlinde in eigener Regie bauen wollte.
Die Konzession zum Baue und Betriebe einer als normalspurige Localbahn auszuführenden Locomotiveisenbahn wurde am 3. August 1901 durch den österreichischen Staat erteilt. Bereits im Juni 1901 hatten die Bauarbeiten an der neuen Strecke begonnen, die durch das Tal des Nixdorfer Baches (Mikulášovický potok) über die Wasserscheide südlich des Plissenberges (Plešný) ins Tal des Zeidlerbaches (Brtnický potok) führt und nördlich des Wolfsberges in das obere Mandautal wechselt. Größere Kunstbauten, wie Brücken und Tunnel waren an der neuen Bahn nicht nötig, lediglich durch den Höhenzug südwestlich des Plissenberges machte sich die Anlage von Einschnitten erforderlich. Zwischen Ehrenberg und Rumburg wurde die seit 1869 bestehende Schleppbahn der Böhmischen Nordbahn (BNB) mit einbezogen. Im Oktober 1902 konnten die Bauarbeiten beendet werden. Mit einem Festzug wurde die neue Bahnlinie am 28. Oktober 1902 feierlich eröffnet.

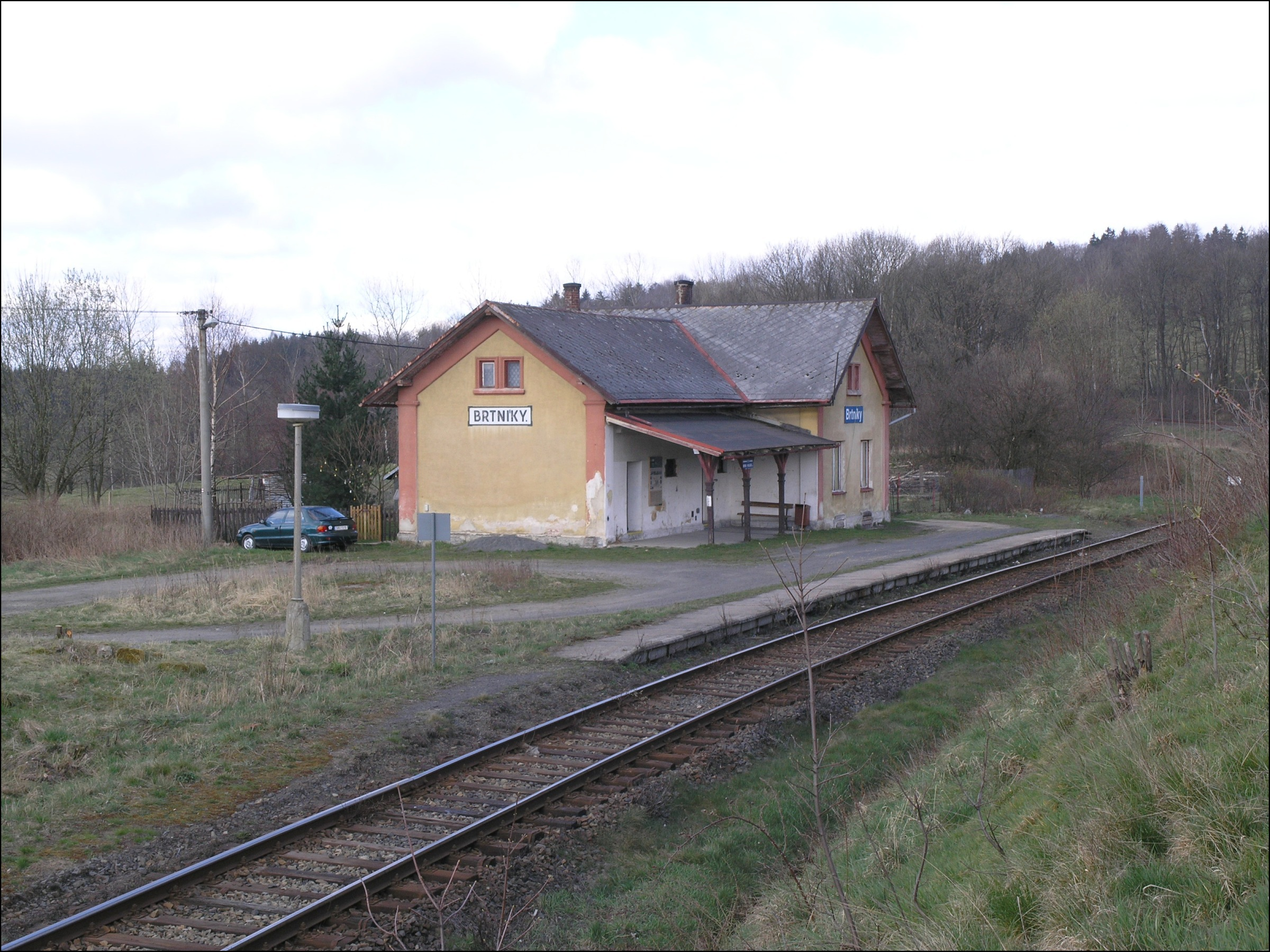
Haltestelle Brtníky (2007)

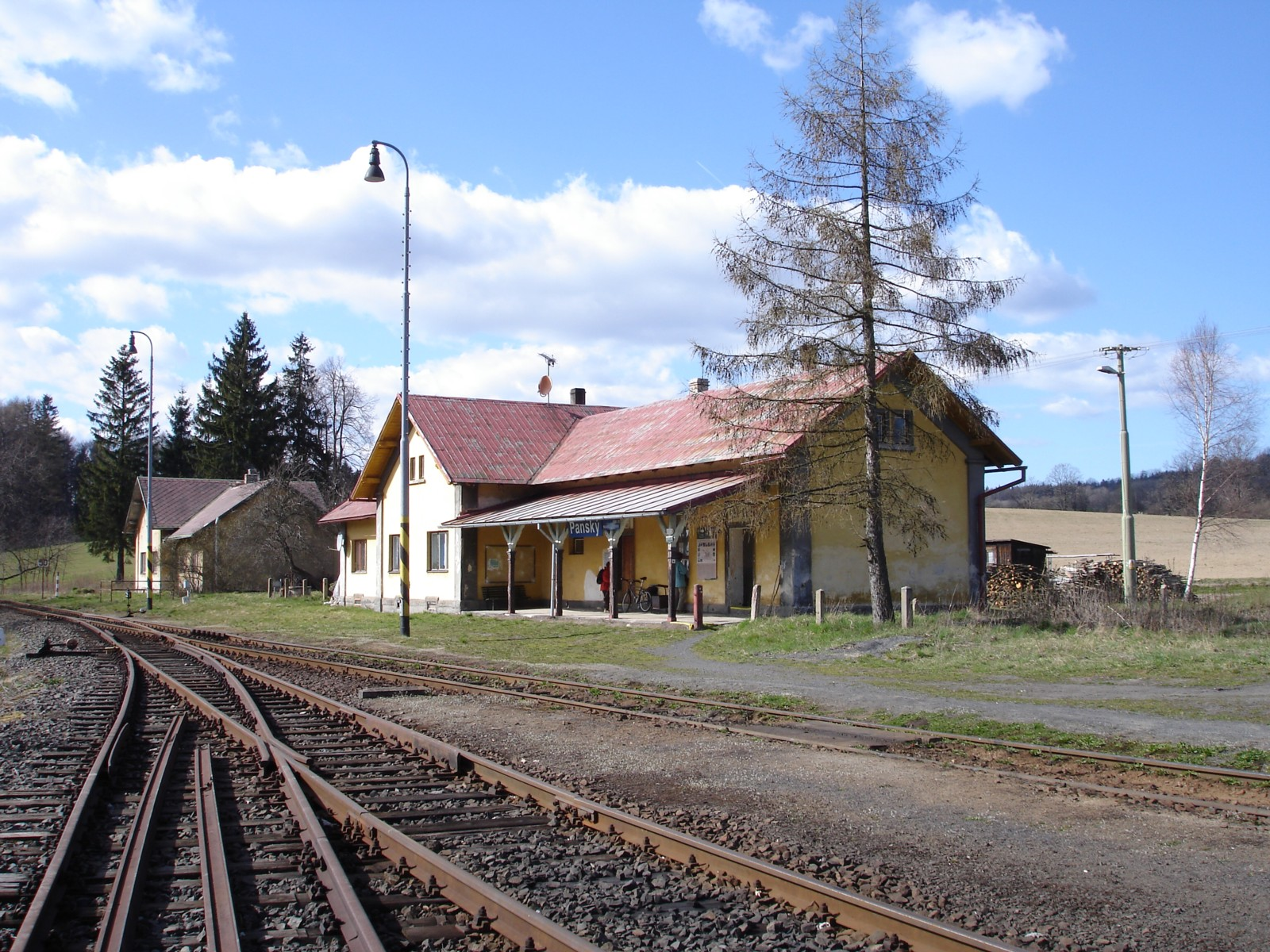
Bahnhof Panský (2007)

Den Betrieb führten zunächst die k.k. Staatsbahnen (kkStB) auf Rechnung der Eigentümer aus. Nach dem Ersten Weltkrieg 1918 übernahmen die neu gegründeten Tschechoslowakischen Staatsbahnen ČSD diese Aufgabe. Der erste Fahrplan der ČSD von 1919 verzeichnete drei Zugpaare über die Gesamtstrecke. Die Fahrzeit über die 18 Kilometer lange Strecke betrug etwa eine Stunde.
Am 1. Januar 1925 wurde die Nordböhmische Industriebahn verstaatlicht und in die ČSD eingegliedert.
Schon im ersten Betriebsjahr, im Winter 1903 musste der Betrieb für eine Woche wegen starker Schneefälle eingestellt werden. Ähnliches wiederholte sich in den Jahren 1927, 1955 und 1960.
Nach der Angliederung des Sudetenlandes an Deutschland im Herbst 1938 kam die Strecke zur Deutschen Reichsbahn, Reichsbahndirektion Dresden. Im Reichskursbuch war die Verbindung nun als Kursbuchstrecke 162e Nixdorf–Rumburg enthalten. Der Fahrplan von 1944 enthielt insgesamt sieben Personenzugpaare auf der Gesamtstrecke. Weitere verkehrten auf Teilstrecken, eines auch von und nach Schönlinde. Die Fahrzeit betrug zwischen 41 und 46 Minuten. Am Ende des Zweiten Weltkriegs im Mai 1945 wurde der Betrieb eingestellt.
Nach dem Ende des Krieges kam die Strecke zu den wieder gegründeten ČSD. Die Verkehrsleistung verringerte sich infolge der Vertreibung der deutschen Bevölkerung auf ein Minimum. Viele Industriebetriebe wurden liquidiert, sodass die Bedeutung der Strecke auch im Güterverkehr sank.
1997 drohte erstmals die Einstellung des Bahnbetriebes. Eine damals vorgesehene Übernahme der Strecke durch einen privaten Betreiber kam jedoch nicht zustande.
Der Fahrplan 2006/2007 verzeichnete zehn Reisezugpaare an Werktagen, die in einem angenäherten Zweistundentakt verkehrten. Güterverkehr fand nicht mehr statt.
Seit dem 13. Dezember 2009 beschränkte sich der Reiseverkehr nur noch auf die Wochenenden und Feiertage, werktags fuhren keine Züge mehr. Anstatt des Bahnverkehrs richtete der zuständige Ústecký kraj eine Buslinie ein, die bei zehn Minuten längerer Fahrzeit die gleiche Relation bedient. Angesichts der touristischen Bedeutung der Bahnstrecke forderten die betroffenen Gemeinden und die Verwaltung des Nationalparkes Böhmische Schweiz eine Wiederaufnahme des täglichen Betriebes. Von 22. Juli bis 31. August 2010 verkehrten die Züge auch wieder werktags. 
Der seit dem 11. Dezember 2011 gültige Fahrplan sieht sieben Zugpaare an den Wochenenden zwischen Rumburk und Mikulášovice dolní n. vor, von denen zwei auch die in Panský abzweigende Strecke über Zahrady u Rumburka befahren. Im Liniensystem Regiotakt Ústecký kraj wird die Linie unter der Nummer U27 geführt.
Im Frühjahr 2018 fanden umfangreiche Arbeiten zur Erneuerung von Gleisen und Anlagen statt, wofür die Strecke voll gesperrt wurde. Neugebaut wurde dabei auch die Brücke in der Ortslage Brtniky, die zuletzt nur noch mit 10 km/h befahren werden konnte. Beim Einbau der Brücke kam es am 23. Mai 2018 zu einem schweren Unfall, bei dem der Eisenbahnkran bei der Fahrt zur Baustelle samt der Brücke umstürzte.

## Fahrzeugeinsatz

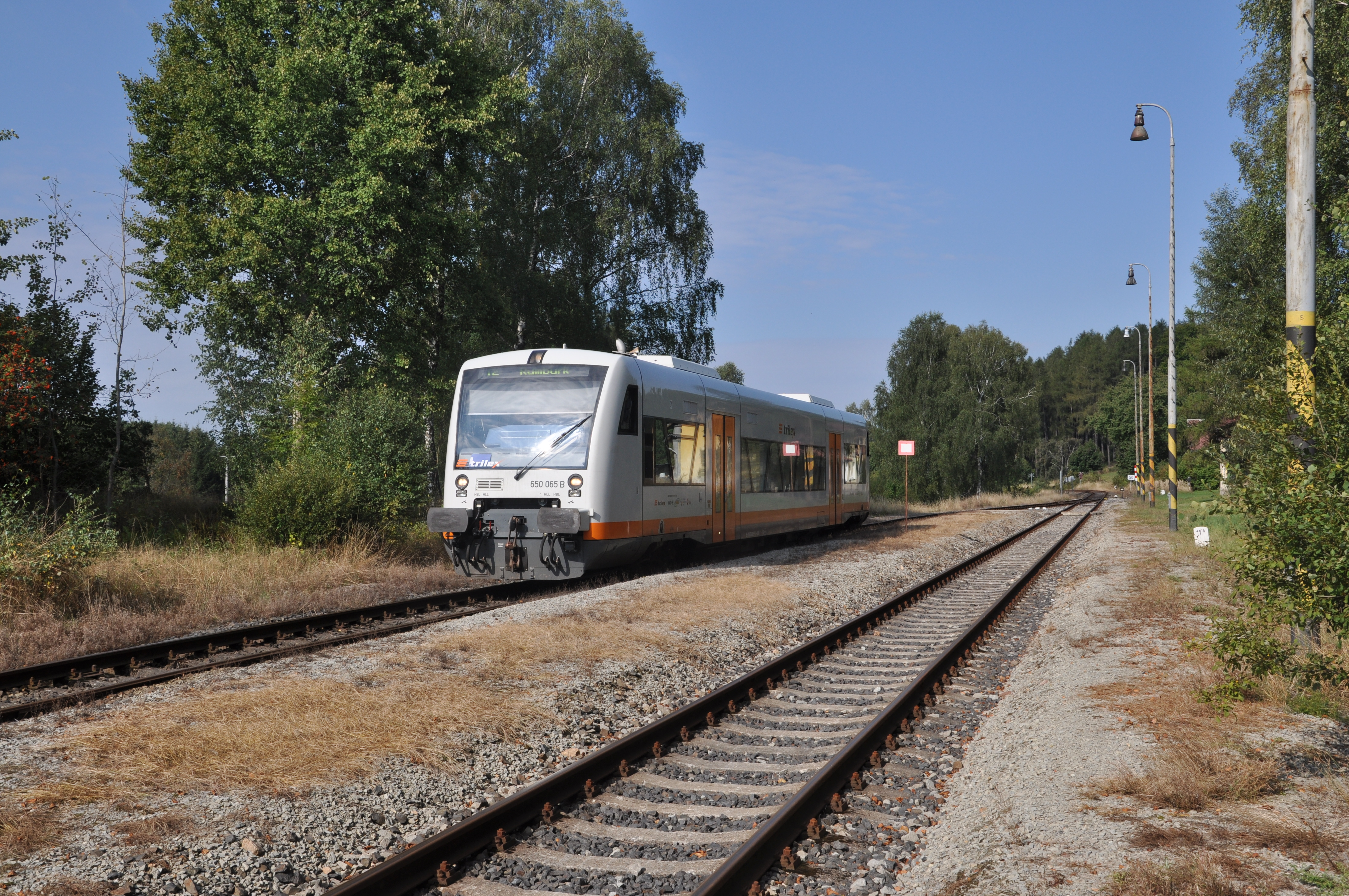
Stadler Regio-Shuttle RS 1 der DLB in Panský (2022)

In den ersten Betriebsjahren kamen auf der Strecke die Lokalbahnlokomotiven der kkStB-Reihe 97 (ČSD 310.0) vor gemischten Zügen zum Einsatz.
Ab dem 1. Mai 1932 setzte die ČSD im Personenverkehr die Turmtriebwagen der ČSD-Baureihe M 120.4 ein. Belegt ist auch die Verwendung von Triebwagen der ČSD-Baureihe M 242.0 Ende der 30er Jahre.
Nach dem Zweiten Weltkrieg wurden die mittlerweile überalterten Turmtriebwagen von der neu in Dienst gestellten Baureihe M 131.1 verdrängt. Ab den 1970er Jahren kamen im Reisezugverkehr die Triebwagen der Baureihe 810 (ČSD-Baureihe M 152.0) zum Einsatz.
Zwischen den Jahren 2014 und einschließlich 2017 wurde der Reiseverkehr planmäßig mit den modernen Triebwagen der ČD-Baureihe 844 („Regioshark“) abgewickelt. 
Seit 2018 setzt České dráhy auf der Strecke ausschließlich Triebwagen der ČD-Baureihe 810 und ČD-Baureihe 814 ein.
Die DLB führt die Züge der touristischen Linie T2 von und nach Liberec mit Triebwagen des Typs Stadler Regio-Shuttle RS 1.